# Самсоновка (Самарская область)
Самсоновка (чув. Уштел) — село в Исаклинском районе Самарской области в составе сельского поселения Новое Якушкино.

## География
Находится на расстоянии примерно 26 километров по прямой на юг от районного центра села Исаклы.

## История
Основано во второй половине XVIII века.

## Население
Постоянное население составляло 427 человек (чуваши 85%) как в 2002 году, 379 в 2010 году.